# Moutier-Rozeille
Moutier-Rozeille település Franciaországban, Creuse megyében. Lakosainak száma 433 fő (2022. január 1.). Moutier-Rozeille Aubusson, Felletin, Néoux, Sainte-Feyre-la-Montagne, Saint-Frion, Saint-Pardoux-le-Neuf és Saint-Quentin-la-Chabanne községekkel határos.

## Népesség
A település népességének változása:
| Lakosok száma | 507  | 475  | 446  | 440  | 434  | 432  | 427  | 419  | 424  | 433  |
|               | 1968 | 1982 | 1990 | 2006 | 2013 | 2015 | 2017 | 2019 | 2020 | 2022 |